# フェブランシェ
フェブランシェ（欧字名:Fee Blanche、2020年1月23日 - ）は、日本の競走馬。主な勝ち鞍に2025年のスパーキングレディーカップ。
馬名の意味は、白い妖精（仏）。本馬の毛色より連想。

## 経歴

### 2歳（2022年） - 3歳（2023年）
2022年7月17日福島芝1800mの2歳新馬戦でデビューするが5着に終わる。半年の休養を挟んで翌2023年1月22日中山ダート1800mの3歳未勝利戦では2番手追走から抜け出して2戦目で初勝利を挙げると続く3月12日中山ダート1800mの3歳1勝クラスも勝利して2連勝とする。重賞初挑戦となった6月の関東オークスで7着に敗れると、その後の2戦も着外となり3歳シーズンを終える。

### 4歳（2024年）
1月20日の初茜賞は2着、4月7日の宝塚市市制70周年記念は7着と勝ち切れないレースが続いたが、6月1日東京ダート1600mの3歳以上2勝クラスを勝利して3勝目を挙げる。秋に入り、トルマリンステークスは3着、錦秋ステークスは6着に敗れたのち、大井・藤田輝信厩舎に転厩した。転厩初戦となった12月30日の東京シンデレラマイルは序盤は2番手追走から3コーナーで先頭に立つと直線では後続に5馬身差をつけ圧勝し、重賞初制覇を果たした。

### 5歳（2025年）
2月11日に行われたクイーン賞ではオーサムリザルトの5着に敗れるも、続く4月23日のしらさぎ賞ではスタートから先手を奪うと直線でも脚色は衰えることなく逃げ切り勝ちを収め、重賞2勝目をマークする。7月9日に行われたスパーキングレディーカップでは2番手追走から3コーナー付近で先頭に躍り出ると最後の直線ではライオットガールの追撃を1馬身半差で振り切り重賞3勝目を挙げ、ダートグレード競走初制覇を果たした。

## 競走成績
以下の内容は、JBISサーチおよびnetkeiba.comに基づく。
| 競走日     | 競馬場 | 競走名             | 格     | 距離（馬場）  | 頭 数 | 枠 番 | 馬 番 | オッズ （人気） | 着順 | タイム （上り3F） | 着差 | 騎手        | 斤量 [kg] | 1着馬（2着馬）         | 馬体重 [kg] |
| ---------- | ------ | ------------------ | ------ | ------------- | ----- | ----- | ----- | --------------- | ---- | ----------------- | ---- | ----------- | --------- | ---------------------- | ----------- |
| 2022.07.17 | 福島   | 2歳新馬            |        | 芝1800m（良） | 14    | 8     | 14    | 003.10（1人）   | 05着 | R1:52.2（37.4）   | -1.0 | 0津村明秀   | 54        | マスキュリン           | 518         |
| 2023.01.22 | 中山   | 3歳未勝利          |        | ダ1800m（良） | 15    | 7     | 12    | 003.40（1人）   | 01着 | R1:55.3（38.9）   | -1.1 | 0坂井瑠星   | 54        | （エンジェルラウンド） | 526         |
| 0000.03.12 | 中山   | 3歳1勝クラス       |        | ダ1800m（良） | 16    | 6     | 11    | 002.40（1人）   | 01着 | R1:53.2（38.5）   | -0.0 | 0C.ルメール | 54        | （ヴァナルガンド）     | 524         |
| 0000.06.14 | 川崎   | 関東オークス       | JpnII  | ダ2100m（稍） | 13    | 8     | 13    | 002.90（2人）   | 07着 | R2:21.9（42.6）   | -1.5 | 0C.ルメール | 54        | パライバトルマリン     | 530         |
| 0000.10.01 | 中山   | 3歳上2勝クラス     |        | ダ1800m（良） | 16    | 4     | 7     | 003.90（3人）   | 05着 | R1:54.5（37.9）   | -0.5 | 0西村淳也   | 53        | カランセ               | 534         |
| 0000.12.09 | 阪神   | 赤穂特別           | 2勝    | ダ1800m（良） | 15    | 4     | 7     | 023.60（7人）   | 04着 | R1:54.2（38.8）   | -0.4 | 0藤岡佑介   | 55        | サンライズジャスト     | 526         |
| 2024.01.20 | 中山   | 初茜賞             | 2勝    | ダ1800m（良） | 16    | 6     | 12    | 003.20（1人）   | 02着 | R1:53.5（39.2）   | -0.0 | 0C.ルメール | 55        | メイショウコバト       | 530         |
| 0000.04.07 | 阪神   | 宝塚市制70周年記念 | 2勝    | ダ1800m（良） | 11    | 8     | 10    | 006.20（5人）   | 07着 | R1:53.1（38.1）   | -1.1 | 0J.モレイラ | 56        | ハギノサステナブル     | 532         |
| 0000.06.01 | 東京   | 3歳上2勝クラス     |        | ダ1600m（重） | 16    | 8     | 15    | 003.00（2人）   | 01着 | R1:35.8（36.0）   | -0.4 | 0C.ルメール | 56        | （ルナビス）           | 540         |
| 0000.10.06 | 新潟   | トルマリンS        | 3勝    | ダ1800m（良） | 13    | 7     | 10    | 006.20（2人）   | 03着 | R1:52.2（38.0）   | -0.4 | 0丸山元気   | 56        | ピースオブザライフ     | 538         |
| 0000.11.03 | 東京   | 錦秋S              | 3勝    | ダ1600m（重） | 11    | 2     | 2     | 018.90（6人）   | 06着 | R1:37.1（35.4）   | -0.7 | 0池添謙一   | 56        | ウェイワードアクト     | 552         |
| 0000.12.30 | 大井   | 東京シンデレラM    | SIII   | ダ1600m（良） | 15    | 2     | 3     | 002.70（1人）   | 01着 | R1:40.4（38.5）   | -1.1 | 0吉原寛人   | 55        | （マーブルマカロン）   | 550         |
| 2025.02.11 | 船橋   | クイーン賞         | JpnIII | ダ1800m（良） | 7     | 5     | 5     | 013.00（4人）   | 05着 | R1:52.9（37.6）   | -0.5 | 0吉原寛人   | 53        | オーサムリザルト       | 544         |
| 0000.04.23 | 浦和   | しらさぎ賞         | SIII   | ダ1400m（稍） | 10    | 6     | 6     | 001.20（1人）   | 01着 | R1:24.9（37.4）   | -1.1 | 0吉原寛人   | 57        | （ツーシャドー）       | 543         |
| 0000.07.09 | 川崎   | スパーキングLC     | JpnIII | ダ1600m（良） | 10    | 7     | 7     | 003.90（2人）   | 01着 | R1:41.4（40.2）   | -0.2 | 0吉原寛人   | 55        | （ライオットガール）   | 548         |

- 競走成績は2025年7月9日現在

## 血統表
| フェブランシェの血統          | フェブランシェの血統                | フェブランシェの血統               | （血統表の出典）                   | （血統表の出典） |
| 父系                          | サンデーサイレンス系（ヘイロー系）  | サンデーサイレンス系（ヘイロー系） | サンデーサイレンス系（ヘイロー系） |                  |
| 父 リアルスティール 2012 鹿毛 | 父の父ディープインパクト 2002 鹿毛  | *サンデーサイレンス                | Halo                               | Halo             |
| 父 リアルスティール 2012 鹿毛 | 父の父ディープインパクト 2002 鹿毛  | *サンデーサイレンス                | Wishing Well                       |                  |
| 父 リアルスティール 2012 鹿毛 | 父の父ディープインパクト 2002 鹿毛  | *ウインドインハーヘア              | Alzao                              | Alzao            |
| 父 リアルスティール 2012 鹿毛 | 父の父ディープインパクト 2002 鹿毛  | *ウインドインハーヘア              | Burghclere                         |                  |
| 父 リアルスティール 2012 鹿毛 | 父の母*ラヴズオンリーミー 2006 鹿毛 | Stome Cat                          | Stome bird                         | Stome bird       |
| 父 リアルスティール 2012 鹿毛 | 父の母*ラヴズオンリーミー 2006 鹿毛 | Stome Cat                          | Terlingua                          |                  |
| 父 リアルスティール 2012 鹿毛 | 父の母*ラヴズオンリーミー 2006 鹿毛 | Monevassia                         | Mr. Prospector                     | Mr. Prospector   |
| 父 リアルスティール 2012 鹿毛 | 父の母*ラヴズオンリーミー 2006 鹿毛 | Monevassia                         | Miesque                            |                  |
| 母 マイティースルー 2006 芦毛 | 母の父クロフネ 1998 芦毛            | フレンチデピュティ                 | Deputy Minister                    | Deputy Minister  |
| 母 マイティースルー 2006 芦毛 | 母の父クロフネ 1998 芦毛            | フレンチデピュティ                 | Mitterand                          |                  |
| 母 マイティースルー 2006 芦毛 | 母の父クロフネ 1998 芦毛            | ブルーアヴェニュー                 | Classic Go Go                      | Classic Go Go    |
| 母 マイティースルー 2006 芦毛 | 母の父クロフネ 1998 芦毛            | ブルーアヴェニュー                 | Eliza Blue                         |                  |
| 母 マイティースルー 2006 芦毛 | 母の母*スルーオール 1990 鹿毛       | Seattle Slew                       | Bold Reasoning                     | Bold Reasoning   |
| 母 マイティースルー 2006 芦毛 | 母の母*スルーオール 1990 鹿毛       | Seattle Slew                       | My Charmer                         |                  |
| 母 マイティースルー 2006 芦毛 | 母の母*スルーオール 1990 鹿毛       | Over All                           | Mr. Prospector                     | Mr. Prospector   |
| 母 マイティースルー 2006 芦毛 | 母の母*スルーオール 1990 鹿毛       | Over All                           | Full Tigress                       |                  |
| 母系(F-No.)                   | (FN:8-h)                            | (FN:8-h)                           | (FN:8-h)                           |                  |

- 半姉に2019年紫苑ステークス勝ち馬のパッシングスルー（父ルーラーシップ）と2023年中山牝馬ステークス勝ち馬のスルーセブンシーズ（父ドリームジャーニー）、半兄に2022年摂津盃勝ち馬のシェダル（父ゴールドアリュール）がいる。
- 3代母Over Allは米G1メイトロンステークス、スピナウェイステークス勝ち馬。
- そのほかの近親にトータルクラリティ（新潟2歳ステークス）。